# Dieter Speer
Pour les articles homonymes, voir Speer.
Dieter Speer, né le 24 février 1942 à Legnica, en Pologne, est un biathlète est-allemand. 

## Biographie
Avant de devenir biathlète en 1964, il est joueur de water-polo, puis coureur de fond en athlétisme.
Il est champion du monde de l'individuel en 1971 devant Alexandre Tikhonov (le premier allemand) et médaillé de bronze olympique du relais l'année suivante. Durant cette course, il a passé ses skis au Soviétique Tikhonov qui avait cassé les siens à l'échauffement.
Il remporte deux autres médailles de bronze en relais aux Championnats du monde 1970 et 1973.
Il compte un titte de champion d'Allemagne de l'Est en 1970.

## Palmarès

### Jeux olympiques d'hiver
| Épreuve / Édition | Individuel | Relais |
| ----------------- | ---------- | ------ |
| JO 1968 Grenoble  | 18e        | 6e     |
| JO 1972 Sapporo   | 13e        | Bronze |

### Championnats du monde
- Championnats du monde 1970 à Östersund :
  -  Médaille de bronze en relais.
- Championnats du monde 1971 à Hämeenlinna :
  -  Médaille d'or à l'individuel.
- Championnats du monde 1973 à Lake Placid :
  -  Médaille de bronze en relais.